# 高橋信太郎
高橋 信太郎（たかはし しんたろう、1965年1月8日 - ）は、日本の経営者。USEN-NEXT HOLDINGS取締役。株式会社U-POWERの代表取締役。元Indeed Japan株式会社取締役、GMOアドパートナーズ代表取締役社長。

## 人物
静岡県浜松市出身。1985年(昭和60年)に関西大学文学部哲学科へ入学。大学時代、学生ベンチャー企業リョーマにて活動していた。

## 略歴
- 1985年　関西大学文学部哲学科入学
- 1987年　株式会社リョーマ取締役
- 1989年　関西大学文学部哲学科卒業
- 1989年　関西大学卒業　株式会社リクルート入社　広告事業本町営業所（新人MVP受賞）
- 1990年　広告事業企画室　海外採用開発課
- 1991年　広告事業東京営業部
- 1992年　広告事業年間MVP受賞
- 1994年　新規事業開発室　エンターテイメント事業部　じゅげむ創刊　10月
- 1996年　じゅげむBOOKS編集長（MGR昇進　全社MVP受賞）
- 1997年　メディアファクトリー出向　流通企画部
- 1998年　MF社長賞、リクルートNVC賞受賞
- 1999年　ビットツアーズOPEN
- 2001年　リクルート退社　株式会社まぐクリック入社
- 2002年　まぐクリック取締役就任
- 2003年　まぐクリック取締役営業本部長
- 2005年　GMOサンプランニング株式会社　専務COO就任
- 2006年　まぐクリック（現GMOアドパートナーズ）代表取締役　兼　GMOサンプランニング株式会社　社長
- 2007年　GMOモバイル代表取締役
- 2008年　8月　まぐクリックからGMOアドパートナーズへ社名変更
- 2008年　GMOインターネット株式会社　取締役
- 2009年　GMOサンプランニング求人事業撤退、GMOアドパートナーズと4月に合併
- 2010年　NIKKO（現GMO NIKKO株式会社）子会社化　会長就任
- 2011年　GMOアドパートナーズ通期連結売上利益過去最高へ　Gゲー取締役就任
- 2011年　GMOサーチテリア株式会社 取締役会長
- 2013年　GMOモバイル株式会社取締役会長
- 2013年　GMOインターネット株式会社常務　取締役グループメディア部門統括
- 2013年　GMOソリューションパートナー株式会社取締役
- 2013年　JWord株式会社取締役会長
- 2013年　株式会社イノベーターズ（現GMOイノベーターズ株式会社）取締役会長
- 2013年　株式会社チャイナ・コンシェルジュ（現GMOチャイナコンシェルジュ株式会社）取締役会長
- 2014年　11月　GMOアドパートナーズ株式会社のインターネット広告事業を継承する形でGMOアドマーケティング株式会社　設立
- 2015年　3月　GMOアドパートナーズ株式会社　取締役会長就任
- 2016年　3月　GMOアドパートナーズ株式会社　取締役会長退任
- 2016年　4月　Indeed Japan株式会社　代表取締役／営業本部長就任
- 2016年　7月　株式会社gumi社外取締役就任
- 2017年　10月　Indeed Japan株式会社　代表取締役　ゼネラルマネジャー/営業本部長
- 2020年　6月　Indeed Japan株式会社　代表取締役　ゼネラルマネジャー/営業本部長　退任
- 2020年　7月　Indeed Japan株式会社　取締役　就任
- 2020年　10月　USEN-NEXT HOLDINGS 入社
- 2020年　11月　USEN-NEXT HOLDINGS　取締役CMO、マーケティング戦略室長　就任
- 2021年　11月　USEN-NEXT HOLDINGS　取締役(現任)
- 2021年　11月　株式会社U-POWER　代表取締役社長(現任)
- 2021年　11月　株式会社CUUSOO SYSTEM　社外取締役(現任)
- 2022年　9月　ワンメディア株式会社　社外取締役(現任)
- 2023年　9月　株式会社USEN NETWORKS  取締役（現任）
- 2023年　9月　株式会社USEN ICT Solutions  取締役（現任）
- 2023年　9月　株式会社USEN Smart Works  取締役（現任）
- 2023年　9月　株式会社U-MX  取締役（現任）
- 2023年　9月　株式会社TACT  取締役（現任）
- 2023年　9月　株式会社Next Innovation  取締役（現任）
- 2023年　9月　株式会社USEN WORKING  取締役（現任）
- 2023年　9月　株式会社オープンアップグループ　社外取締役(監査等委員)(現任)